# Tricorythopsis sigillatus
Tricorythopsis sigillatus is een haft uit de familie Leptohyphidae. De wetenschappelijke naam van de soort is voor het eerst geldig gepubliceerd in 1999 door Molineri.
De soort komt voor in het Neotropisch gebied.